# Calamagrostis ampliflora
Calamagrostis ampliflora är en gräsart som beskrevs av Oscar Tovar. Calamagrostis ampliflora ingår i släktet rör, och familjen gräs.
Artens utbredningsområde är Peru. Inga underarter finns listade i Catalogue of Life.